# Малатья Іненю (стадіон)
«Малатья Іненю Стадіум» (тур. Malatya İnönü Stadyumu) — колишній багатофункціональний стадіон у місті Малатья, Туреччина. Був домашньою ареною футбольних клубів «Єні Малатьяспор» та «Малатьяспор».
Стадіон відкритий 1970 року. У 2017 році закритий та знесений. Неподалік нього будується новий стадіон, який із сезону чемпіонату Туреччини 2017—2018 років стане новою домашньою ареною для «Єні Малатьяспора» та «Малатьяспора». Арені присвоєно ім'я турецького політика та дипломата Ісмета Іненю.